# Љубиша Ристовић
Љубиша Ристовић (Београд, 6. децембра 1968) српски је позоришни и телевизијски глумац.

## Биографија
Љубиша Рисовић је Академију умјетности у Новом Саду завршио код професора Радета Марковића 1994. године.
Свој професионални ангажман остварио је у Српском народном позоришту, Малом позоришту Душко Радовић, НП Стерија  у Вршцу. Члан је суботичког Народног позоришта од 1997. године.

## Награде
- Најбољи бесједник на Фестивалу бесједништва Луџ Верби у Сремској Митровици, за бесједу Владике Николаја Велимировића.
- Награда за епизодну улогу Војина Југовића у представи Бановић Страхиња, на 60. Фестивалу професионалних позоришта Војводине у Зрењанину.[1]

## Представе
- Иљф и Петров: Дванаест столица - Безенчук
- П. Шефер: Амадеус - Моцарт
- М. Кречковић: Ноћ лудака у господској улици - Човечуљак
- Молијер: Импровизације учених жена - Бежак, Вадиус
- К. Голдони: Слуга двају господара - Доктор Ломбарди
- А.П.Чехов: Вишњик - Симеонов Пишчик
- Ен Нобл: Дом Риорданових - Боби
- Ф. Шоваговић: Птичице
- Непознати аутор: Венецијанка - Бернардо
- А. Кристи: Мишоловка - Паравичин
- Џо Ортон: Шта је собар видео - Доктор Прентис
- Д. Ковачевић: Сабирни центар - Јанко
- Ф. Шилер: РазБоyници - Максимилијан фон Мор и Козински
- Џ. Кесерлинг: Арсеник и старе чипке - Др Ајнштајн
- Б. Михајловић Михиз: Бановић Страхиња - Војин Југовић
- Г. Стефановски: Демон из Дебармале - Газда
- В. Шекспир: Комедија забуне - Дромио из Сиракузе
- В. Шекспир: Јулије Цезар - Каска
- Алан Менкен и Хауард Ешмен: Мала радња хорора-Мушник
- Борисав Станковић: Коштана - Хаџи-Тома
- Бранислав Нушић: Мистер Долар, господин у комуникацији са Господом Богом или свештеник и господин шеик
- Ранко Маринковић: Глорија (Рикардо Козловић-Флоки Флеш)
- А.П.Чехов: ''Галеб''-Петар
- Оскар Вајлд: Идеалан муж (госпођа Маршмон/маркиз Квинзбери)
- Слободан Селенић: Ружење народа у два дела (Јездимир Куштримовић)
- Молијер: Мизантроп-Оронт
- Бранислав Нушић: Сумњиво лице (Жика, срески писар)
- Трејси Летс: Август у округу Осејџ (Чарли Ејкен)
- Николај Кољада: Кокошка ( Фјодор)
- Вилијам Шекспир: Укроћена горопад (Винћенцо)
- Мартина Макдона: Сакати Били са Инишмана (Бабибоби)
- Кен Лудвиг: Месец изнад Бафала (Џорџ)
- Бранислав Нушић: Не очајавајте никад (Марсел Шабанон)[1]

## Телевизија
- Нинџа корњаче - синхронизација
- Горе доле
- Крај династије Обреновић
- Срећни људи
- Село гори, а баба се чешља
- Равна Гора
- Филм: Пешчаник[1]